# جنگ دسپنسر
جنگ دسپنسر (انگلیسی: Despenser War) شورش و نافرمانی مدنی علیه ادوارد دوم، پادشاه انگلستان بود که توسط لردهای مارسز، «راجر مورتیمر، نخستین ارل مارس» و «همفری دو بون، چهارمین ارل هرفورد» رهبری شد. پس از لشکرکشی تابستانی شورشیان در سال ۱۳۲۱، ادوارد توانست از یک صلح موقت به منظور جلب حمایت بیشتر و پیاده‌سازی یک لشکرکشی موفقیت‌آمیز در جنوب ولز استفاده کند که حاصل آن پیروزی در نبرد بوربریج بود. دست‌آورد چنین پیروزی برای ادوارد، حکومت استبدادی و سختگیرانهٔ وی تا زمان سقوطش در سال ۱۳۲۶ بود.